# Aubais
Aubais település Franciaországban, Gard megyében. Lakosainak száma 2938 fő (2022. január 1.). Aubais Aigues-Vives, Congénies, Gallargues-le-Montueux, Junas, Saint-Sériès és Villetelle községekkel határos.

## Népesség
A település népességének változása:
| Lakosok száma | 900  | 1261 | 1541 | 2274 | 2526 | 2602 | 2762 | 2895 | 2952 | 2938 |
|               | 1968 | 1982 | 1990 | 2006 | 2013 | 2015 | 2017 | 2019 | 2020 | 2022 |